# Río Homino
El río Homino es un río de España, afluente del río Oca, pertenecientes a la Cuenca del Ebro. Nace en las cercanías de la localidad de Hontomín, atravesando la parte oeste de la Bureba y recorriendo las Torcas. Tiene una longitud de unos 39 km.
La peculiaridad de este río radica en que actúa como línea divisoria entre las cuencas del Ebro y del Duero. Discurre entre otros municipios por Poza de la Sal.

## Geografía
El nacimiento del río se ubica en diversas fuentes situadas al norte de la localidad de Hontomín. Al poco de pasar esta localidad, comienza un descenso por las torcas. A lo largo de su recorrido, recibe diversos arroyos como afluentes.
Desemboca en el río Oca, a la altura de Terminón.

### Afluentes
| - Por la izquierda - Río Castil | - Por la derecha - Arroyo de Fuentemonte |

### Localidades que atraviesa

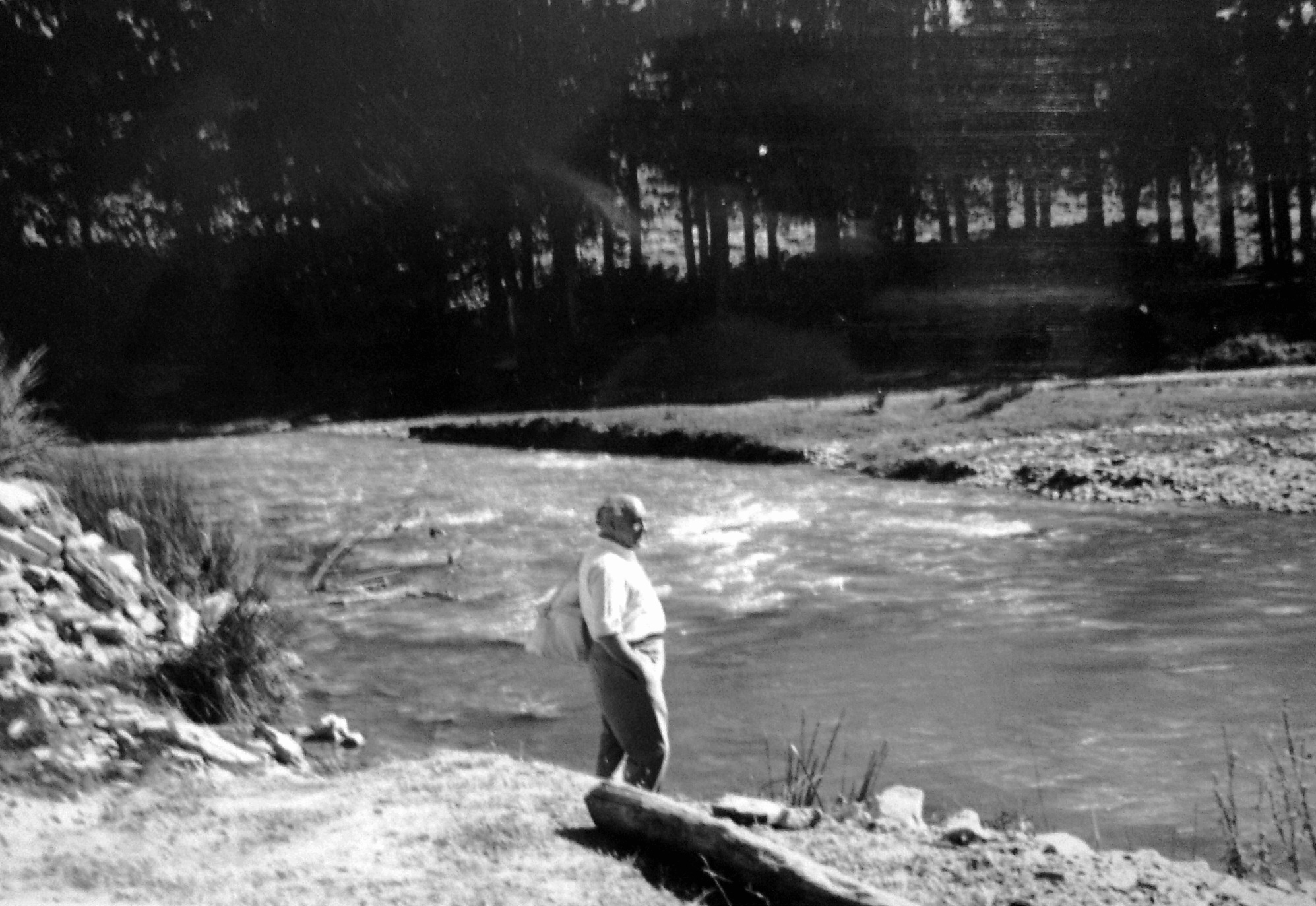
El río Homino en 1968 a su paso por el puente en Poza de la Sal.

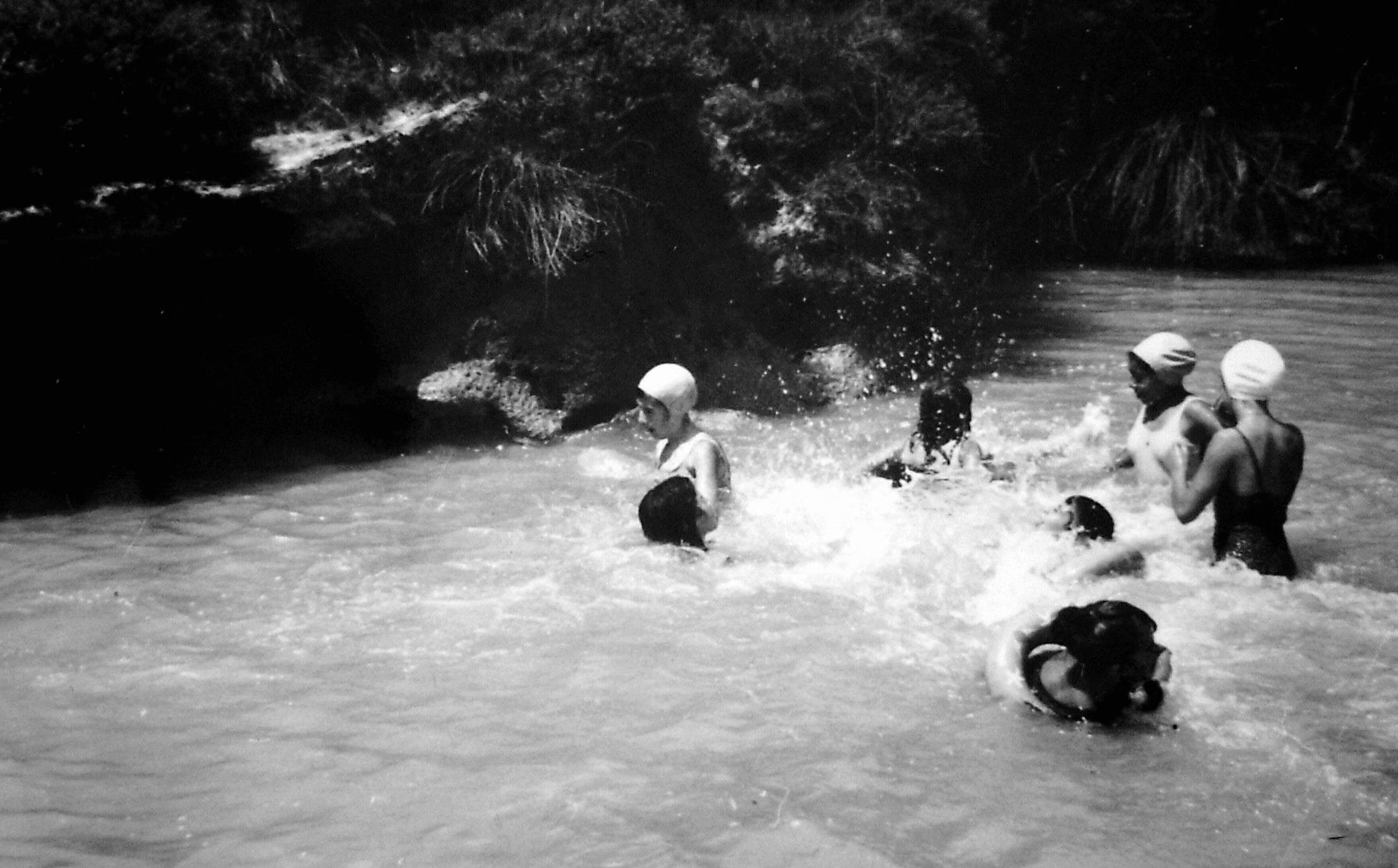
Baño en el río Homino en 1968 cerca del puente en Poza de la Sal.

El río Homino atraviesa las siguientes localidades:
- Hontomín
- Lermilla
- Arconada
- Lences
- Poza de la Sal
- Salas de Bureba
- Castellanos de Bureba
- Terminón

### Zonas aptas para el baño
A pesar de su poco caudal, el río Homino posee zonas habilitadas para el baño, en concreto la poza del molino de Lermilla, y la piscina natural de Lences. El color del río en época estival tiende al grisáceo o al verdoso, debido a su poco caudal y baja oxigenación.
Antes de construirse las piscinas en Poza de la Sal, en la década de 1960 había dos zonas habituales de baño en el mismo puente de la carretera y en dos puntos a unos cien metros de la derecha del puente.

### Toponimia
El nombre del río proviene de la procedencia de sus fuentes, que se encuentran en el entorno de la localidad de Hontomín (Font-Homin).